# Le Paradoxe perdu
Le Paradoxe perdu est une nouvelle de science-fiction de Fredric Brown, publiée en 1943 sous le titre Paradox Lost.

## Publications

### Publications aux États-Unis
La nouvelle a initialement paru dans Astounding Science Fiction no 155, octobre 1943.

### Publications en France
Première parution dans le recueil Paradoxe perdu, Calmann-Lévy, (1974) avec une traduction de Jean Sendy.

Nouvelle traduction de Frank Straschitz dans l'anthologie Histoires de voyages dans le temps (1975).

Elle a aussi été publiée dans l'ouvrage Intégrale des nouvelles de Fredric Brown, tome 3, éditions Coda, 2006, p. 469 à 482.

## Résumé
1953. Shorty MacCabe est un étudiant qui s'est inscrit à l'université. Il suit actuellement un cours de Logique pure et s'ennuie profondément. Ce qu'il aurait dû faire, c'est s'inscrire en cours de paléontologie, car c'est la discipline qu'il aime profondément. En attendant, pour tromper son ennui, il s'amuse à regarder en l'air et, autour de lui, la salle de classe.
Soudain, il remarque près de lui une chose bizarre : une mouche disparaît de sa vue brutalement, puis réapparaît quelques secondes plus tard comme sortant du néant. Il réalise peu à peu qu'il y a quelque chose dans cet espace près de lui.
Au bout d'un moment, il tend sa main, et sa main disparaît ! Puis ayant lancé son stylo et des trombones, ceux-ci disparaissent aussi !
Avec courage, il s'élance dans l'espace mystérieux : il se trouve dans une sorte de « trou » dans lequel il fait sombre. Mais il y a quelqu'un près de lui…
Ce quelqu'un lui annonce qu'il est actuellement en 1958, dans un asile de fou, et que bien qu'étant fou, il a créé une machine à voyager dans le temps. Shorty vient d'entrer dans la machine, tout simplement. 
L'homme souligne aussi qu'il a inventé la machine temporelle parce qu'il est fou : une telle machine ne peut pas exister pour un esprit rationnel, cela créerait trop de paradoxes, et seul un fou peut envisager de la créer, ce qu'il a fait. 
L'homme précise aussi que tous deux, Shorty et lui, cohabitent dans la machine mais à deux dates différentes, 1953 et 1958. Lui, le fou, est en train d'écouter un cours de paléontologie en 1958 : le professeur explique la disparition des dinosaures par une comète tombée sur Terre. N'importe quoi : ce sont les fous qui ont exterminé les dinosaures, avec des lance-pierres.
Shorty, pensant le piéger par la logique, lui demande comment ils ont fait alors pour exterminer les gros dinosaures, les très gros ; le fou lui répond qu'ils ont utilisé « des lance-pierres plus gros, tout simplement » !  
Shorty tend le bras, et saisit quelque chose dans les mains. Le fou lui explique qu'il a sorti sa main en 1958, et qu'il vient de tirer les cheveux d'une jolie étudiante rousse. De plus, grâce à lui, le prof vient d'inviter la fille à rester après le cours : l'enseignant doit avoir une idée dernière la tête, car il faut dire que l'étudiante est très jolie.
Shorty veut retourner en 1953. Pour s'extraire de la « machine », ce n'est pas compliqué, il n'a que quelques pas à faire. Et tout le monde dans la salle de Logique se moque de lui, le voyant près de la porte, l'air ahuri !
Mais les jours, les semaines passent, et Shorty oublie cette bizarre aventure. 
Il abandonne rapidement les études de logique et s'oriente vers des études en paléontologie.
En quelques années, il obtient son diplôme et devient chargé de cours.  
On est en 1958. Shorty est en salle de classe et explique que les dinosaures ont disparu de la surface terrestre en raison d'une comète.
«  (...) Juste à ce moment, la jeune fille rousse sursauta en étouffant un cri.

— Miss Willis, dit le professeur MacCabe, quelque chose ne va pas ?
— Je… j'ai eu l'impression qu'on me tirait les cheveux, Monsieur, dit la jeune fille en rougissant, ce qui la rendit plus irréristible que jamais. Excusez-moi, j'ai dû m'endormir.
Il la regarda — sévèrement parce que tous les regards étaient tournés vers lui. Mais c'était précisément l'occasion qu'il attendait.

— Miss Willis, dit-il, vous resterez après le cours, s'il vous plaît.  »